# HMS Eridge (L68)
HMS Eridge (L68) là một tàu khu trục hộ tống lớp Hunt Kiểu II của Hải quân Hoàng gia Anh Quốc được hạ thủy năm 1940 và đưa ra phục vụ năm 1941. Nó bị hư hại nặng do trúng ngư lôi từ xuồng phóng lôi Ý tại Ai Cập năm 1942, nên được sử dụng như tàu căn cứ cố định tại Alexandria cho đến khi bị tháo dỡ năm 1946.

## Thiết kế và chế tạo
Eridge thuộc vào số 33 chiếc tàu khu trục lớp Hunt nhóm II, có mạn tàu rộng hơn nhóm I, tạo độ ổn định cho một tháp pháo QF 4 in (100 mm) Mark XVI nòng đôi thứ ba, cũng như cho phép tăng số lượng mìn sâu mang theo từ 40 lên 110.
Eridge được đặt hàng cho hãng Swan Hunter tại Tyne and Wear, Anh trong Chương trình Chế tạo 1939 và được đặt lườn vào ngày 21 tháng 11 năm 1939. Nó được hạ thủy vào ngày 20 tháng 8 năm 1940 và nhập biên chế vào ngày 28 tháng 2 năm 1941. Tên nó được đặt theo tên rừng săn cáo Southdown and Eridge Hunt tại các hạt Sussex và Kent.

## Lịch sử hoạt động

### 1941
Sau khi hoàn tất trang bị và chạy thử máy, Eridge đi đến Scapa Flow vào tháng 3 năm 1941 để thực hành cùng các tàu chiến thuộc Hạm đội Nhà, rồi gia nhập Lực lượng Hộ tống biển Ireland để làm nhiệm vụ hộ tống vận tải tại Khu vực Tiếp cận phía Tây. Vào ngày 26 tháng 4, nó tham gia cùng các tàu khu trục Harvester (H19), Havelock (H88), Hesperus (H57), Hurricane (H06), Legion (G74) và Beagle (H30), các tàu khu trục Canada HMCS Ottawa (H60), HMCS Restigouche (H00) và HMCS Saguenay (D79) cùng tàu khu trục Ba Lan ORP Piorun (G65) để hộ tống cho Đoàn tàu WS8A băng qua Khu vực Tiếp cận phía Tây; rồi đến ngày 29 tháng 4 đã tách khỏi Đoàn tàu WS8A và hộ tống Đoàn tàu SL71 đi từ Freetown đến Clyde. Đến ngày 22 tháng 5, nó tham gia cùng tàu tuần dương hạng nhẹ Cairo (D87) và các tàu khu trục Cossack (F03), Maori (F24), Ottawa, Sikh (F82), Restigouche, Zulu (F18) và Piorun để hộ tống Đoàn tàu WS8B khởi hành từ Clyde; tách khỏi đoàn tàu vào ngày 26 tháng 5.
Sang tháng 6, Eridge được điều động sang Chi hạm đội Khu trục 13 đặt căn cứ tại Gibraltar, gia nhập đơn vị vào ngày 18 tháng 6 và làm nhiệm vụ hộ tống các đoàn tàu băng qua Đại Tây Dương. Vào ngày 17 tháng 7, nó được bố trí cùng các tàu khu trục Avon Vale (L06) và Farndale (L70) để gặp gỡ Đoàn tàu WS9C khởi hành từ Clyde; rồi tách khỏi Đoàn tàu WS9C cùng tàu tuần dương Manchester (15), tàu khu trục Lightning (G55) và tàu khu trục Australia HMAS Nestor (G02) để hộ tống chiếc tàu chở quân Pasteur đi Gibraltar. Ngay ngày hôm sau, nó được cử tham gia Chiến dịch Substance, một nỗ lực tăng viện cho đảo Malta đang bị đối phương phong tỏa. Nó gia nhập cùng các tàu tuần dương Edinburgh (16), Manchester và Arethusa (26) cùng tàu rải mìn Manxman (M70) vào ngày 21 tháng 7 trong thành phần hộ tống cho Đoàn tàu WS9C, có sự hỗ trợ của Lực lượng X bao gồm các tàu khu trục Cossack, Maori, Fearless (H67), HMAS Nestor, Foxhound (H69), Firedrake (H79), Avon Vale và Farndale. Sau khi Firedrake bị hư hại vào ngày 23 tháng 7 do trúng bom bởi một đợt không kích của máy bay Ý, Eridge đã hộ tống Firedrake rút lui về Gibraltar.
Vào ngày 27 tháng 7, Eridge tham gia cùng các tàu khu trục Faulknor (H62), Foresight (H68), Forester (H74), Foxhound, Fury (H76), Cossack, Maori, Nestor và Encounter (H10) trong thành phần hộ tống cho thiết giáp hạm Nelson (28), tàu chiến-tuần dương Renown (1916) và tàu sân bay Ark Royal (91) để bảo vệ cho đoàn tàu vận chuyển binh lính tăng viện sang Malta. Nó cùng những tàu chiến thuộc Lực lượng H rút lui về Gibraltar bốn ngày sau đó sau khi đi đến eo biển Sicily. Đến ngày 4 tháng 8, nó cùng Avon Vale được điều sang Chi hạm đội Khu trục 2 đặt căn cứ tại Alexandria, Ai Cập; chúng phải đi vòng qua mũi Hảo Vọng, Ấn Độ Dương và Hồng Hải, đi đến Suez vào ngày 29 tháng 9, tham gia các hoạt động hộ tống vận tải và hỗ trợ các chiến dịch trên bộ, rồi được chuyển sang Chi hạm đội Khu trục 5 tại Alexandria vào tháng 11.

### 1942
Eridge tham gia thành phần hộ tống cho các chiếc SS Clan Campbell và SS Clan Chattan thuộc Đoàn tàu MW9A di chuyển từ Alexandra đến Malta. Khởi hành vào ngày 12 tháng 2 với lực lượng hộ tống còn bao gồm tàu tuần dương Carlisle (D67) và các tàu khu trục Lance (G87), Avon Vale và Heythrop (L85). Đoàn tàu bị đối phương không kích nặng nề và kéo dài trong ngày 13 tháng 2, khiến Clan Campbell bị hư hại và được hộ tống rút lui về Tobruk; Clan Chattan bị đánh trúng vào ngày hôm sau và bị buộc phải đánh đắm.
Đến ngày 20 tháng 3, Eridge được bố trí cùng các tàu khu trục Avon Vale, Beaufort, Dulverton (L63), Heythrop, Hurworth (L28) và Southwold (L10) để càn quét chống tàu ngầm dọc theo tuyến đường mà đoàn tàu tiếp liệu nhằm giải vây cho Malta. Khi Heythrop trúng ngư lôi phóng từ tàu ngầm U-boat Đức U-652 ngoài khơi Bardia, Libya, Eridge đã tìm cách kéo Heythrop, nhưng con tàu chị em đắm năm giờ sau đó. Nó tham gia hộ tống cho Đoàn tàu MW10 vào ngày hôm sau, sau khi được tiếp liệu tại Tobruk; và sang ngày 22 tháng 3, đoàn tàu bị đe dọa bởi Hạm đội Chiến trận Ý bao gồm thiết giáp hạm Littorio, các tàu tuần dương Gorizia, Trento và Giovanni delle Bande Nere được tám tàu khu trục hộ tống. Trong khuôn khổ Trận Sirte thứ hai diễn ra trong ngày hôm đó, nó được cho tách ra cùng tàu tuần dương Carlisle (D67) và các tàu khu trục chị em hộ tống các tàu vận tải rút lui về phía Nam nhằm né tránh đối phương. Vào ngày hôm sau nó cùng tàu tuần dương Penelope (97) và các tàu khu trục Legion và Hurworth hộ tống cho SS Clan Campbell tiếp tục đi Malta. Clan Campbell bị đánh chìm khi còn cách Malta 8 mi (13 km), và nó đã vớt khoảng 100 người sống sót và đến được Grand Harbour, Malta. Nó cùng Carlisle, Beaufort (L14), Dulverton và Hurworth khởi hành từ Malta vào ngày 25 tháng 3, về đến Alexandria vào ngày 29 tháng 3.
Vào ngày 28 tháng 5, đang khi cùng các tàu khu trục Hero (H99) và Hurworth hộ tống Đoàn tàu AT4 đi Tobruk, Eridge đã tham gia đánh chìm tàu ngầm U-boat Đức U-568 ở tọa độ 32°42′B 24°53′Đ / 32,7°B 24,883°Đ ngoài khơi Tobruk. Lực lượng đã cứu vớt 42 người sống sót từ chiếc tàu ngầm.
Sang ngày 11 tháng 6, trong khuôn khổ Chiến dịch Vigorous, Eridge khởi hành từ Port Said cùng tàu tuần dương hạng nhẹ Coventry (D43), các tàu khu trục hộ tống Airedale (L07), Aldenham (L22), Beaufort, Croome (L62), Dulverton, Exmoor (L08) và Hurworth để hộ tống cho bốn tàu tiếp liệu thuộc Đoàn tàu MW11C hướng sang Malta. Đây chỉ là một hoạt động nghi binh nhằm thu hút sự chú ý của đối phương khỏi đoàn tàu tiếp liệu đến Malta từ phía Tây. Sang ngày hôm sau, một tàu buôn bị hư hại do không kích, nên được Exmoor và Hurworth hộ tống rút lui về Tobruk. Trong những ngày tiếp theo, đoàn tàu chịu đựng không kích ác liệt của đối phương; và do đạn pháo và nhiên liệu đã gần cạn kiệt, chiến dịch tiếp vận bị hủy bỏ.

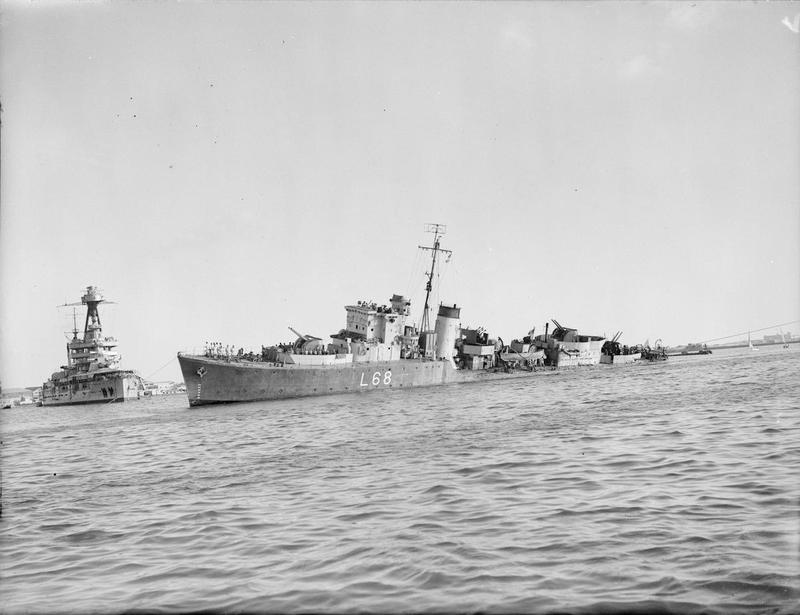
HMS Eridge đang được kéo trở lại cảng Alexandria, 29 tháng 8 năm 1942

Vào ngày 11 tháng 7, Eridge đã cùng Aldenham, Beaufort, Dulverton và Hurworth tiến hành bắn phá Mersa Matruh. Lúc 04 giờ 15 phút ngày 28 tháng 8, nó đã cùng Aldenham, Croome và Hurworth bắt đầu bắn phá các vị trí của phe Trục ngoài khơi El Daba, Ai Cập, ở tọa độ 31°7′B 28°26′Đ / 31,117°B 28,433°Đ. Đến 05 giờ 00, nó trúng một quả ngư lôi 450mm phóng từ xuồng phóng lôi Ý MTSM-228 vào mạn trái phía sau tàu, khiến năm người trên tàu thiệt mạng và con tàu bị mất điện và ngập nước. Chiếc xuồng phóng lôi sau đó bị Aldenham tiêu diệt.
Eridge bị thủng một lổ 20 foot (6,1 m) bên dưới lườn tàu và chết đứng giữa biển; nó được Aldenham kéo trở lại Alexandria dưới sự bảo vệ của Croome và Hurworth, vốn bị máy bay cường kích Junkers Ju 87 đối phương quấy phá liên tục. Sau khi được khảo sát, Eridge bị loại bỏ do việc sửa chữa không hiệu quả. Thân tàu được sử dụng như một tàu tiện nghi neo đậu tại Alexandria, và là nguồn phụ tùng để sửa chữa những chiếc lớp Hunt khác hoạt động tại Địa Trung Hải. Ví dụ như vào tháng 4, 1943, trục chân vịt của nó đã được sử dụng để thay thế cho chiếc Aldenham sau khi bị mắc cạn.
Sau khi chiến tranh kết thúc, Eridge bị tháo dỡ vào tháng 10, 1946.